# Данијел Франк
Данијел Франк (итал. Daniel Frank — Мерано, 21. март 1994) професионални је италијански хокејаш на леду који игра на позицији нападача. 
Члан је сениорске репрезентације Италије за коју је дебитовао током 2016. године на квалификационом турниру за ЗОИ 2018. године. На светским првенствима дебитовао је на Светском првенству 2017. године. 
Од 2013. игра у дресу екипе Болцана са којом је у сезони 2013/14. освојио титулу у ЕБЕЛ лиги.